# Тофус
Тофус (лат. tofus — пористый камень, туф) — общее название очагов патологического уплотнения подкожной клетчатки.
Подагрический тофус (подагрический узел) — отложение кристаллов мочевой кислоты в мягких тканях в виде своеобразных гранулём при подагре. Тофусы обычно локализуются в подкожной клетчатке над суставами кисти и стопы, локтевых суставах и ушных раковинах, на разгибательной поверхности предплечий, бёдер, голеней, ахилловых сухожилий, на пятках ног, на лбу.
Является патогномоничным признаком подагры — образуются при высокой гиперурикемии и длительности заболевания свыше 5—6 лет. Представляют собой безболезненные узелковые образования размером от нескольких миллиметров до 1—2 см, преимущественно желтоватого цвета. Их содержимое при приступах может разжижаться и выделяться через свищи.
Постепенно может возникать воспаление в расположенных рядом околосуставных сумках (бурсит) или сухожилиях (тендовагинит), сопровождающиеся появлением болей.
Подагрический тофус впервые был хорошо описан древнеримским врачом Галеном.